# Judith Collins
Judith Ann Collins (Hamilton, 24 de febrero de 1959) es una abogada y política neozelandesa, fue líder del Partido Nacional y líder de la oposición de 2020 a 2021. Ha representado a Papakura desde 2002, conocido como Clevedon hasta 2008.

## Biografía
Nació el 24 de febrero de 1959, en Hamilton, Nueva Zelanda. La sexta hija de Percy and Jessie Collins. Estudió en la Universidad de Canterbury y en la Universidad de Auckland, donde obtuvo una Licenciatura en Derecho, un Máster en Derecho y un Máster en Estudios Tributarios.
Tras graduarse en 1981, trabajó en varias firmas de abogados, hasta que en 1990 estableció su propia firma de abogados, Judith Collins & Associates. Fue presidente de la Sociedad Jurídica del Distrito de Auckland de 1998 a 1999.

## Carrera política
En las elecciones generales de 2002 ganó un escaño al Parlamento de Nueva Zelanda representando al Partido Nacional, representando al electorado de Clevedon. Nuevamente fue elegida al parlamento en 2005 en el puesto doce de la lista de su partido. Para las elecciones de 2008, Clevedon se dividió en Hunua, Botany y Papakura. Collins fue nominada en el séptimo lugar de la lista, ganando el escaño de Papakura con 18,816 votos.
El Partido Nacional ganó las elecciones de 2008. El nuevo primer ministro John Key la nombró ministra de Policía y de Correcciones. Durante este periodo, propuso una legislación para triturar los carros de conductores agresivos, por lo que obtuvo el sobrenombre de Crusher Collins.
En 2011 fue designada como ministra de Justicia. Moderó las reformas de la asistencia jurídica implementadas por su predecesor, Simon Power. Intentó imponer una prohibición a la venta de bebidas listas para beber con más de 6% de alcohol, sin embargo, ante las críticas, dio marcha atrás a la prohibición.
En 2014, el libro Dirty Politics, de Nicky Hager, analizó la relación entre Collins y el bloguero Cameron Slater. Se le acusó de pasar información sobre el funcionario público Simon Pleasants. Dimitió posteriormente como ministra de Justicia tras darse a conocer un correo electrónico de Slater, que sugería que había tratado de difamar a Adam Feeley, director ejecutivo de la Oficina de Fraudes Graves.
Se reincorporó al gabinete de John Key como ministra de Correcciones y Policía en diciembre de 2015, después de una investigación en la que no se encontró evidencia de que Collins estuviera involucrada en las acusaciones.
Anunció su candidatura al liderazgo del Partido Nacional el 6 de diciembre de 2016, pero retiró su candidatura para apoyar a Bill English, quien resultó elegido. En 2018 English renunció, Collins se postuló nuevamente, perdiendo contra Simon Bridges.
El 14 de julio de 2020, fue elegida líder del partido, tras la renuncia de Todd Muller. Fue derrotada por Jacinda Ardern en las elecciones generales de 2020.